# Traumulus
Traumulus ist ein 1935 gedrehter deutscher Spielfilm mit Emil Jannings in der Titelrolle. Regie führte Carl Froelich.

## Handlung
Eine kleine Garnisonsstadt im Norden Deutschlands. Professor Niemeyer ist Direktor des dortigen Königlichen Gymnasiums und wird von seinen Schülern wegen seiner überkommenen Auffassungen und seines weltfremden Habitus mit leichtem Spott „Traumulus“ genannt. Seine Werte sind die des vergangenen Jahrhunderts, seine Vorstellungen von Anstand, Sitte und Moral ernten bei den jungen Gymnasiasten allenfalls Kopfschütteln und Verwunderung. Sein Lieblingsschüler ist Kurt von Zedlitz, Nachkomme eines alten, angesehenen Geschlechts. Wieder einmal ist der junge Mann in den Morgenstunden über die Strickleiter in den gymnasialen Schlafsaal des Schulgebäudes zurückgekehrt. Von seinen Mitschülern wird Kurt damit aufgezogen, ob er womöglich eine Liebschaft in der Stadt habe und deshalb auf diesem Wege so spät zurückgekehrt sei.
Für den am nächsten Morgen stattfindenden Festakt anlässlich der feierlichen Einweihung eines Denkmals zur Ehre Kaiser Wilhelm I. hat Prof. Niemeyer ein Festspiel vorbereitet. Niemeyer trifft nach dem Kirchgang ausgerechnet auf seinen alten Widersacher, den Landrat von Kannewurf. Kannewurf ist heilfroh, endlich dem Schuldirektor am Zeuge flicken zu können, ist ihm doch zu Ohren gekommen, dass man Niemeyers Lieblingsschüler Zedlitz in Begleitung einer mondänen Schauspielerin, einer gewissen Lydia Link, in einem etwas anrüchigen Lokal namens „Der Goldene Pfau“ gesehen habe. In der Hoffnung, Niemeyer damit den Schock seines Lebens zu verabreichen, reibt der Landrat diesem genüsslich diesen neuesten Klatsch unter die Nase.
Traumulus setzt daraufhin eine Untersuchung an, und Kurt von Zedlitz gesteht diese „Missetat“, ohne aber hinzuzufügen, dass er dieser Dame mit dem zweifelhaften Ruf anschließend in ihre Wohnung gefolgt ist. Damit folgt Kurt einem Rat von Niemeyers Sohn aus erster Ehe, Fritz Niemeyer, der wiederum selbst einen äußerst lockeren Lebenswandel führt. Fritz Niemeyers Stiefmutter Jadwiga, die zweite Ehefrau von Traumulus, löst regelmäßig seine Schulden ein. Auch gibt Fritzens lockerer Umgang mit der sehr viel jüngeren Ehefrau seines Vaters Anlass zu einigen Spekulationen.
Während auf dem Marktplatz die Proben zu dem Wilhelm-Festakt stattfinden, tagen in der Backstube des Bäckermeisters Schladebach die Mitglieder, überwiegend Schüler und Ehemalige des Gymnasiums, der verbotenen Verbindung „Anti-Tyrannia“. Nachdem Landrat von Kannewurf Wind davon bekommen hat, lässt er den Tagungsort stürmen und die Teilnehmer verhaften. Auch Kurt von Zedlitz ist unter den Arretierten, doch das nur aus Zufall: Er hatte den von Traumulus verhängten Hausarrest kurzerhand eigenmächtig „aufgehoben“ und war zu der Versammlung dazugestoßen, um den Anti-Tyrannia-Leuten die Auflösung ihrer Gruppierung nahezulegen. Prof. Niemeyer ist schockiert, als er erfährt, dass sich unter den Festgenommenen auch sein Lieblingsschüler befindet, wähnte er ihn doch unter Hausarrest.
Niemeyer zeigt sich Zedlitz gegenüber tief enttäuscht, eine Welt stürzt für ihn zusammen. Er überschüttet den Jungen mit Vorwürfen und verweist ihn des Hauses. Zedlitz steht selbst unter Schock, er bringt zu seiner eigenen Verteidigung kein einziges Wort hervor und stürmt verwirrt aus dem Haus. Kurt von Zedlitz bleibt fortan wie vom Erdboden verschluckt, und allmählich macht sich selbst Landrat Kannewurf Sorgen. Erneut gerät er bei einer weiteren Begegnung mit Niemeyer aneinander. Dieser sucht Trost bei seiner Gattin Jadwiga, doch die zeigt keinerlei Interesse an seinem Problem.
Schließlich erfährt der alte Professor von Kurts lauteren Absichten, als man ihn in der Bäckerstube verhaftete. Doch es ist zu spät. Noch weiß er nicht, dass Kurt sich das Leben genommen hat. Zu den Schülern gewandt findet der Professor schnell die Kraft für ein zukunftsweisendes Wort: „Dieser war kein Held ..., darum stählt und härtet euch und siegt über euch selbst.“

## Produktionsnotizen
Der Film entstand nach dem gleichnamigen naturalistischen Schauspiel (1904) von Arno Holz und Oskar Jerschke.
Die Uraufführung von Traumulus erfolgte am 23. Januar 1936 im Berliner Ufa-Palast am Zoo. Der Film wurde für die Jugend ab 14 freigegeben und erhielt das Prädikat Staatspolitisch und künstlerisch besonders wertvoll. Außerdem wurde Traumulus mit dem Nationalen Filmpreis 1936 ausgezeichnet.
Hannes Stelzer, der hier die zentrale Rolle des jungen Kurt von Zedlitz erhielt, gab in Traumulus sein Filmdebüt. Sein Filmpartner Emil Jannings hatte ihn bereits 1934 während des Vorsprechens für eine Rolle in Der alte und der junge König kennengelernt und, nachdem es für diesen Film nicht geklappt hatte, in seiner Funktion als Produzent ihm den Zedlitz-Part zukommen lassen.
Die Bauten entwarf Franz Schroedter, Hans Grimm zeichnete für den Ton zuständig.
Wie in seinen meisten Tonfilmen gab Carl Froelich seinem zehn Jahre jüngeren Bruder Hugo auch hier eine kleine Rolle.
Traumulus befand sich als Kopie im privaten Filmarchiv Adolf Hitlers auf dem Berghof.
1945 wurde die Aufführung des Films im besetzten Deutschland auf Anordnung der alliierten Militärregierungen verboten.

## Kritiken und Nachwirkung
Das Lexikon des Internationalen Films schreibt: „Obschon der sorgfältig inszenierte Film in der Milieu-, Charakter- und Problembehandlung noch dem (bisweilen pathetischen) Stil der zwanziger Jahre folgt, überzeugt er vor allem darstellerisch.“
Kay Wenigers Das große Personenlexikon des Films stellt den Kontext zu Carl Froelichs anderen, in der Frühzeit des Dritten Reichs entstandenen Inszenierungen her: „Mit der Machtübernahme durch die Nationalsozialisten 1933 arrangierte sich der Veteran Froelich rasch mit dem neuen Regime. Zwar drehte er, oberflächlich betrachtet, ‘unpolitische’ Stoffe. Seine Filme beschworen aber unterschwellig den ‘neuen Geist’ bei der Erziehung junger Menschen („Reifende Jugend“), wandten sich gegen ‘undeutsche’ Tendenzen (wie den Devisenschmuggel in „Oberwachtmeister Schwenke“) und konfrontierten das ‘Alte’, ‘Überkommene’, in Form des „Traumulus“ genannten, mildtätigen Schuldirektors (Emil Jannings) im gleichnamigen Film mit der Notwendigkeit einer Zucht, Strenge und Gehorsam einfordernden neuen (= braunen) Bewegung.“
Reclams Filmführer resümiert: „Eine sorgfältige Inszenierung, in der Milieuschilderung und die Zeichnung der Charaktere und Probleme noch deutlich vom Stil der zwanziger Jahre geprägt sind. Jannings spielt sehr eindrucksvoll einen idealistischen Starrkopf […], der moralische Prinzipien höher stellt als den Menschen und der am Schluß erkennt: ‘Mir ist recht geschehen. Warum war ich so blind!‘ Der tragische Zwiespalt in dieser Figur macht den eigentlichen Reiz des Films aus. In der Schilderung einer idealen künftigen Jugend konnte man einen Hinweis auf den Nationalsozialismus sehen.“
Friedrich Koch legt 1987 einen noch stärkeren Fokus auf die politische Botschaft des Jugendfilms im Rahmen der neuen politische Ordnung in Deutschland jener Zeit: „So wurde aus der unpolitischen Vorlage ein Film mit nationalsozialistischer Sendung. Akademischer Standesdünkel, pädagogische Beschränktheit und kleinbürgerlicher Stumpfsinn gehörten der  Vergangenheit an. Mit dem Nationalsozialismus beginnt die ‚neue Zeit‘. Diese Erkenntnis war zu vermitteln. In diesem Sinne wurde er auch von der Zensurbehörde belobigt.“
Entsprechend interpretiert ein zeitgenössischer deutscher Kommentar von 1936 das Ende des Films: „In dieser Nacht wird es ‚Traumulus‘ klar, daß die Welt der Antike und des Humanismus, in der er lebt, unwirklich ist. Er erkennt die Fehler seiner bisherigen Erziehungsmethoden. Wenn Zedlitz jetzt zurückkehrt, wird er ein völlig neues Leben beginnen. Aber er kommt nicht mehr dazu. An Zedlitz’ Bahre muß ‚Traumulus‘ inmitten der Schüler seinem Primus das sagen, was er dem Lebenden hätte sagen sollen. Doch aus diesem Sterben erwächst ihm die Hoffnung auf eine neue Jugend und auf eine neue Zeit.“